# Kystbanens stationer
Kystbanens stationer er 14 stationer beliggende på den 46 km lange jernbane Kystbanen mellem København og Helsingør. De fleste af stationerne er etableret i 1897, da Kystbanen åbnede mellem Østerport Station og Helsingør. Nogle af stationerne er først etableret senere som billetsalgssteder. Dette gælder fx Espergærde i 1898 og Kokkedal i 1916. Størstedelen af stationsbygningerne er tegnet af DSBs hovedarkitekt Heinrich Wenck. 

## Helsingør Station
Helsingør Station er foruden endestation for Kystbanen mod København også endestation for Nordbanen mod Fredensborg og Hillerød og Helsingør-Hornbæk-Gilleleje Banen. Fra stationen er der direkte adgang til Scandlines færgeterminalen (Helsingør-Helsingborg), der er opført i 1991.
Stationsbygningen er tegnet af N.P.C. Holsøe og Heinrich Wenck og blev taget i brug den 24. oktober 1891 som afløser for den oprindelige Nordbanegaard, som var beliggende på vejen Trækbanen. 
Hovedbygningen inkl. perrontagene blev fredet i 1990. På stationens forplads er der taxiholdeplads og adgang for fodgængere til Sundbussernes terminal og HH-Ferries. Der er busterminal på stationens sydvestlige side for Movias busser.

## Snekkersten Station
Snekkersten Station 42 km nord for København åbnede i 1879 som station på Nordbanen. Da Kystbanen etableredes blev den et knudepunkt for både Kystbanen og Nordbanen og betjenes derfor i dag af både DSB og Lokaltogs tog mod Fredensborg og Hillerød.
Stationen består af 4 perronspor og 3 perroner. Stationsbygningen er opført 1954 efter tegning af Sigurd Christensen. Der er en underjordisk gangtunnel i stationens nordlige ende og en gangbro med elevatorer i stationens sydlige ende, hvor der er adgang til busterminalen og et betjent billetsalg i 7-Eleven. På stationens vestlige side er der p-plads.

## Espergærde Station
Espergærde Station åbnede som billetsalgssted i maj 1898 knap et år efter de øvrige Kystbanestationer. Selv om stationen lå i landsbyen Mørdrup, blev den opkaldt efter det lille fiskerleje Espergærde. Navnet blev efterhånden dominerende for området. Den røde træbygning, der stadig ligger på banens østside, er den oprindelige stationsbygning. Stationsbygningen i mursten ved siden af stod klar i 1904. Der er en gangtunnel med elevatorer ved stationens midte.
På stationens vestside ligger Espergærde Gymnasium ca. 1 km fra stationen og Flynderupgård Museet ca. 1 km nord for stationen.
I november 1997 indviedes en ny stationsbygning med billetsalg og kiosk på banens vestside. P-pladserne på vestsiden er løbende blevet udbygget i 1980'erne, 1990'erne og 2000'erne.

## Humlebæk Station
Humlebæk Station åbnede i 1897 og er tegnet af Heinrich Wenck. Bygningen, der er af mellemstor størrelse sammenlignet med banens øvrige stationer, er opført af røde mursten på en sokkel af bornholmsk granit. Bygningens indre præges af en stor vestibule/ventesal, der fremstår oprindeligt med bjælkeloft, fem originale lysekroner og terazzogulv. Alt træværk er, som typisk for Wenck, malet i svenskrød og flaskegrøn.
I 2001-03 blev stationen renoveret, hvorved tunnelen blev forlænget og åbnet op på stationsforpladsen. Ved samme renovering blev ventesalen på vestsiden – en træbygning af Wenck fra 1909 – flyttet og kraftigt ombygget. Nord for stationsbygning på østsiden findes en murstensskulptur af Per Kirkeby fra 1994. Skulpturen markerer vejen til kunstmuseet Louisiana. Stationens vestside grænser op til Humlebæk Centret. På vestsiden ligger endvidere Krogerup Højskole ca. 1 km nord for stationen.

## Nivå Station
Nivå Station er beliggende ca. 30 km nord for København. Stationen har tre perronspor og to perroner. I stationens sydlige ende er der en gangtunnel. Ved stationens vestlige side er der busstoppested og adgang til Nivå Centret.
Nivaagaards Malerisamling ligger 10 minutters gang fra stationen på østsiden.

## Kokkedal Station
Kokkedal Station er beliggende ca. 28 km nord for København på kommunegrænsen mellem Fredensborg og Hørsholm kommuner. Stationen er oprindeligt anlagt i 1906 som et billetsalgssted for Kokkedal Slots ejere, men i de forløbne år er stationen udbygget flere gange. Kokkedal Station fik status af rigtig station i 1916, og i 1944 fik stationen sin nuværende stationsbygning.
På stationspladsen vest for stationen – som blev ombygget i midten af 1990'erne – er der taxiholdeplads, gratis p-pladser og busterminal med lokale og regionale busser (S-busser) med forbindelse til Hørsholm Bymidte/indkøbscentret Hørsholm Midtpunkt, Birkerød, Kongens Lyngby, Farum mv. Der er to gangbroer, hvoraf den nordlige også har elevatortårne. Den gamle vejbro med én vognbane syd for stationen blev nedrevet i 2012 og udskiftet med en ny og bredere bro. Samtidig etableredes 50 ekstra p-pladser øst for stationen.

## Rungsted Kyst Station
Rungsted Kyst Station er beliggende i Hørsholm Kommune ca. 24 km nord for København. Stationen har tre perronspor og tre perroner og betjenes i dagtimerne af tog hvert 20. minut i begge retninger. I myldretiden er der 6 afgange i timen i begge retninger. Der er stationsbygninger på både stationens øst- og vestside.
Stationsnavnet har fået tilføjet et 'kyst' i navnet, så det ikke forveksles med Ringsted.
I nærheden ligger Rungsted Bytorv, Rungsted Golfklub, Nordsjællands Jernbaneklubs gamle remise, Karen Blixen Museet og Rungsted Havn.

## Vedbæk Station
Vedbæk Station er beliggende ca. 20 km nord for København i Rudersdal Kommune og blev taget i brug ved indvielsen af Kystbanen den 2. august 1897. På østsiden er der en stor stationsbygning og på vestsiden en mindre stationsbygning. Begge er tegnet af Heinrich Wenck.
Stationen var endestation for Nærumbanen ved banens åbning i 1900, men pga. dårlig økonomi blev strækningen Vedbæk-Nærum nedlagt i 1923.
Vedbæk Station har busforbindelser til Holte. Vedbæk Havn ligger ca. 500 meter fra stationen.

## Skodsborg Station
Skodsborg Station er beliggende ca. 17 km nord for København i Rudersdal Kommune. Den blev taget i brug ved indvielsen af Kystbanen den 2. august 1897. Stationsbygningen på banens østside og pavillionen med ventesal på vestsiden er begge tegnet af Heinrich Wenck.
Der er 20-minuttersdrift i begge retninger fra tidlig morgen til sen aften. Fra stationen er der busforbindelse til Lyngby.

## Klampenborg Station
Klampenborg Station er beliggende ca. 12 km nord for København i Gentofte Kommune. Stationen har 7 spor, heraf 2 perronspor til Kystbanen og 3 til S-tog. Klampenborg Station er endestation for linje C, som i øvrigt er den eneste S-tog-linje der kører til denne station. Selve stationen er i ét plan med en kiosk beliggende på den midterste perron. Der er bl.a. adgang til stationen via en gangtunnel i stationens midte og via en gang- og vejbro i stationens nordlige ende.
I nærheden af stationen ligger Dyrehaven, forlystelsesparken Dyrehavsbakken, Bellevue Strand og Bellevue Teatret.

## Hellerup Station
Hellerup Station er trods navnet beliggende på Ydre Østerbro og ikke i selve Hellerup. Foruden Kystbanen betjenes stationen også af de lokale S-tog og fra stationens østlige side af en række bybusser. Stationen er tegnet af V.C.H. Wolf og blev indviet den 22. juli 1863 samtidig med indvielsen af Klampenborgbanen. Den 1. oktober samme år åbnede strækningen på Nordbanen mellem Hellerup og Lyngby. Den nuværende strækning på Kystbanen mellem Hellerup og Østerport åbnede i 1897 ligesom mange af de øvrige Kystbane-stationer.
Stationen blev anlagt, hvor Nordbanen og Klampenborgbanen skiltes, hvilket var et stykke fra den daværende bymidte ved Strandvejen, og den kom derfor ikke til at danne centrum for byudviklingen, som det ellers ses i mange andre byer. Stationen og dets nabo, posthuset, ligger i Københavns Kommune, og grænsen til Gentofte Kommune går rundt om banearealet. Efter en længere periode uden betjening af Kystbanens tog blev Hellerup Station atter Kystbanestation i juni 1991. I dag betjenes stationen af 6 Kystbanetog i timen i begge retninger fra morgen til aften.

## Østerport Station
Østerport Station er beliggende ved Oslo Plads på Østerbro i København og var endestation for Kystbanen, da den åbnede i 1897. Efter ønske fra Krigsministeriet opførtes stationen som en midlertidig bygning. 
I dag er Østerport station for såvel Kystbanen som for Københavns S-togs-net. Stationen fungerer desuden som endestation for en del InterCity- og InterCityLyn-tog til København vestfra. Stationen har ca. 20.000 daglige passagerer. Der er forbindelse med en række bybusser og shuttlebussen til DFDS Seaways Oslo-både. I nærheden af stationen ligger Kastellet og Østre Anlæg.
Østerport blev forbundet til Københavns Metro med en underjordisk station, da cityringen åbnede i 2019.

## Nedlagte stationer

### Springforbi Billetsalgssted
Billetsalgsstedet er eneste holdested, som er nedlagt på Kystbanen. Det lå ved Springforbisletten mellem Skodsborg og Klampenborg og blev nedlagt den 26. maj 1968. Billetsalgsstedet havde perroner og bygninger på begge sider af sporet og billetsalg på vestsiden.